# غاز الفحم
غاز الفحم  (أو غاز الاستصباح) هو وقود غازي سريع الاشتعال، وهو أحد نواتج التقطير الإتلافي للفحم، وهو ما يصل للبيوت عن طريق شبكات الغاز للتغذية المنزلية. يشير المصطلح الأعم غاز المدينة إلى الوقود الغازي المصنع لبيعه إلى المستهلكين في البلديات.
غاز الفحم المستخرج في عملية التكويك أو التقطير الإتلافي للفحم، استغل بشكل كبير في القرن التاسع عشر وبدايات القرن العشرين في عمليات الإنارة والطهي والتسخين. لقد واكب تطور الغاز المصنع الثورة الصناعية والحضارة المدنية. كما أن المركبات الثانوية، كقطران الفحم والنشادر، كانت في وقت ما مصدراً كيميائياً خاماً مهماً لصناعة الأصبغة، والمواد الكيميائية. فكل الطيف اللوني لألوان الأصبغة التركيبية يصنع من غاز الفحم وقطران الفحم.
واعتماداً على العملية المستخدمة في استخراجه، فإن غاز الفحم مكون من مزيج من الغازات المولدة للحرارة:الهيدروجين، والميثان وأول أكسيد الكربون، وهيدروكربونات طيارة، مع كمية صغيرة كشوائب من الغازات غير المولدة للحرارة: ثاني أوكسيد الكربون والنتروجين.
وقبل تطوير مصادر الغاز الطبيعي ونظم نقله خلال الأعوام 1940م و 1950م، فإن كل الوقود وغاز الإنارة المستخدم في الولايات المتحدة وبريطانيا كان يصنع من الفحم.

## اكتشافه[2]
كان (ميردوك) الذي ولد عام 1752 في كوخ صغير بمقاطعة (إيرشير) بإنجلترا مولعاً في صباه بإجراء التجارب العملية. وكان يأخذ من الطَّفل المشوب بزيت البترول الذي ينضح من أرض مزرعة أبيه قطعاً يشعلها. وكان على مقربة من المزرعة ترعة صغيرة على شاطئها كهف كان يلعب فيه ذلك الصبي. وذات يوم استرق إبريق الشاي من أمه وملأه بهذا الطًّفل وسخنه تسخيناً شديداً ثم أشعل الدخان الذي انبعث من صنبوره فوجده قد أضاء كهفه. وانتقل بعد ذلك إلى (كورنوال) حيث شب وواصل تجاربه. فسخن الفحم في شبه مرجل تصل بين غطائه المحكم ومكتبه أنبوبة، فإذا ما ولى النهار أشعل الغاز المنبعث من الأنبوبة. وجاء الناس من البلاد المجاورة ليروا ذلك المصباح العجيب الذي لا شريط له.
وفي يوم أراد ميردوك إطفاء اللهب فوضع (كشتبان) زوجته فوق الأنبوبة، وتصادف أن كان في الكشتبان ثقب دقيق فانبعث منه الغاز واشتعل بضوء أدهش (ميرودك) فقد وجده أنصع بكثير من اللهب الكبير، وكان هذا مولد مصباح غاز الاستصباح.

## اقرأ أيضاً
- تغويز الفحم

## ثبت المراجع
1. ↑  ترجمة Coal gas حسب بنك باسم للمصطلحات العلمية نسخة محفوظة 19 يوليو 2017 على موقع واي باك مشين.
2. ↑  من كتاب الطرائف العلمية لتدريس العلوم